# Moritz Nähr
Moriz Nähr (4. srpna 1859 ve Vídni – 29. června 1945 tamtéž) byl rakouský fotograf. Nähr byl přítelem členů umělecké skupiny Vienna Secession. Proslavil se především svými portréty Gustava Klimta, Gustava Mahlera a Ludwiga Wittgensteina. Působil také na vídeňském dvoře.

## Galerie

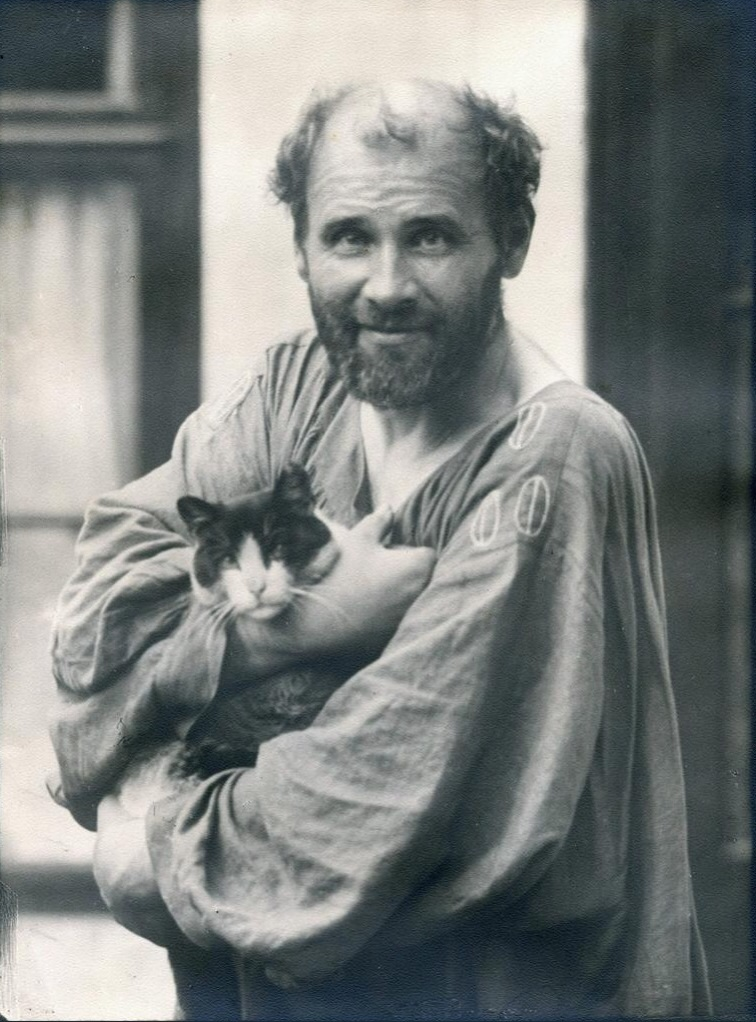
Malíř Gustav Klimt se svou kočkou
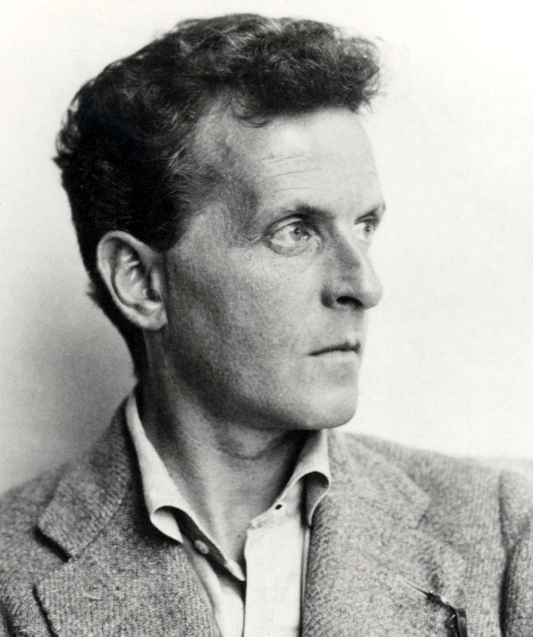
Filosof Ludwig Wittgenstein
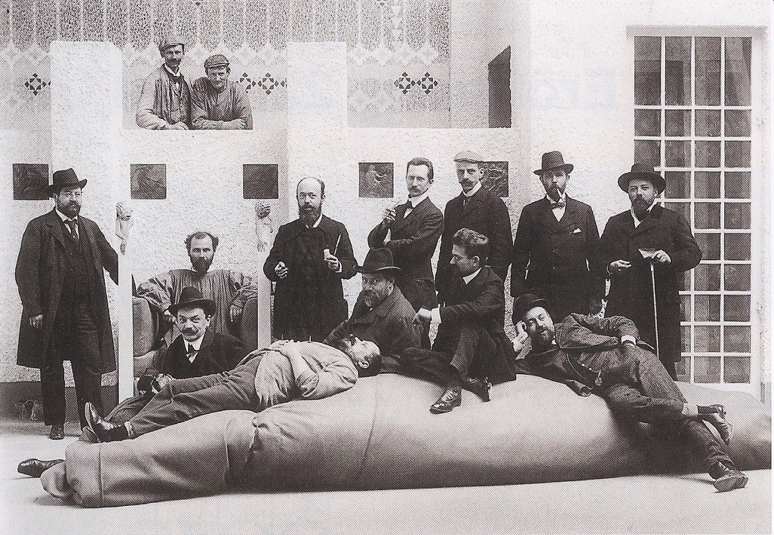
Vídeňská secese, 1902
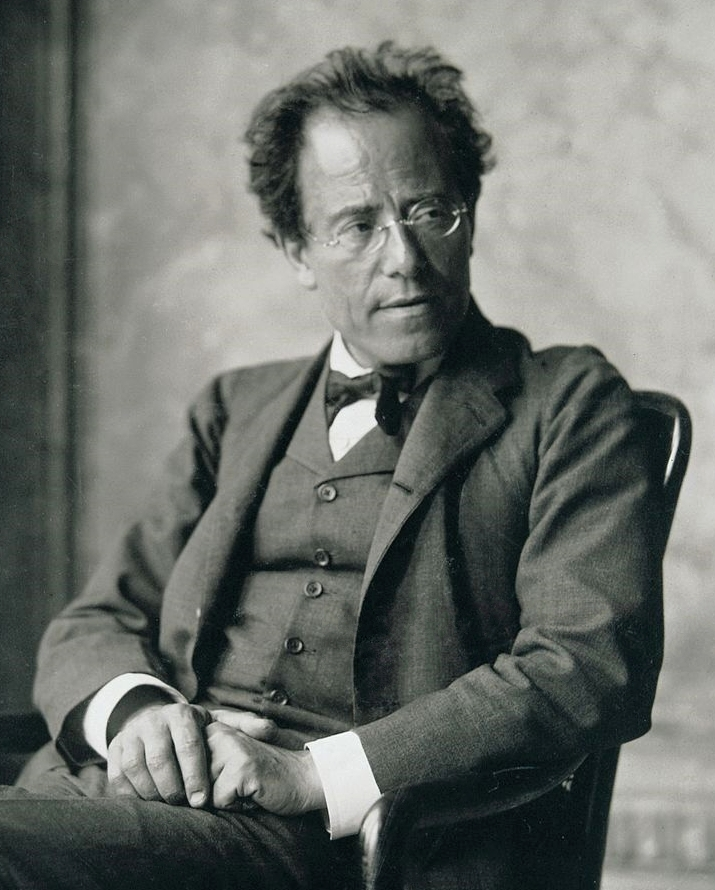
Gustav Mahler, český dirigent a skladatel
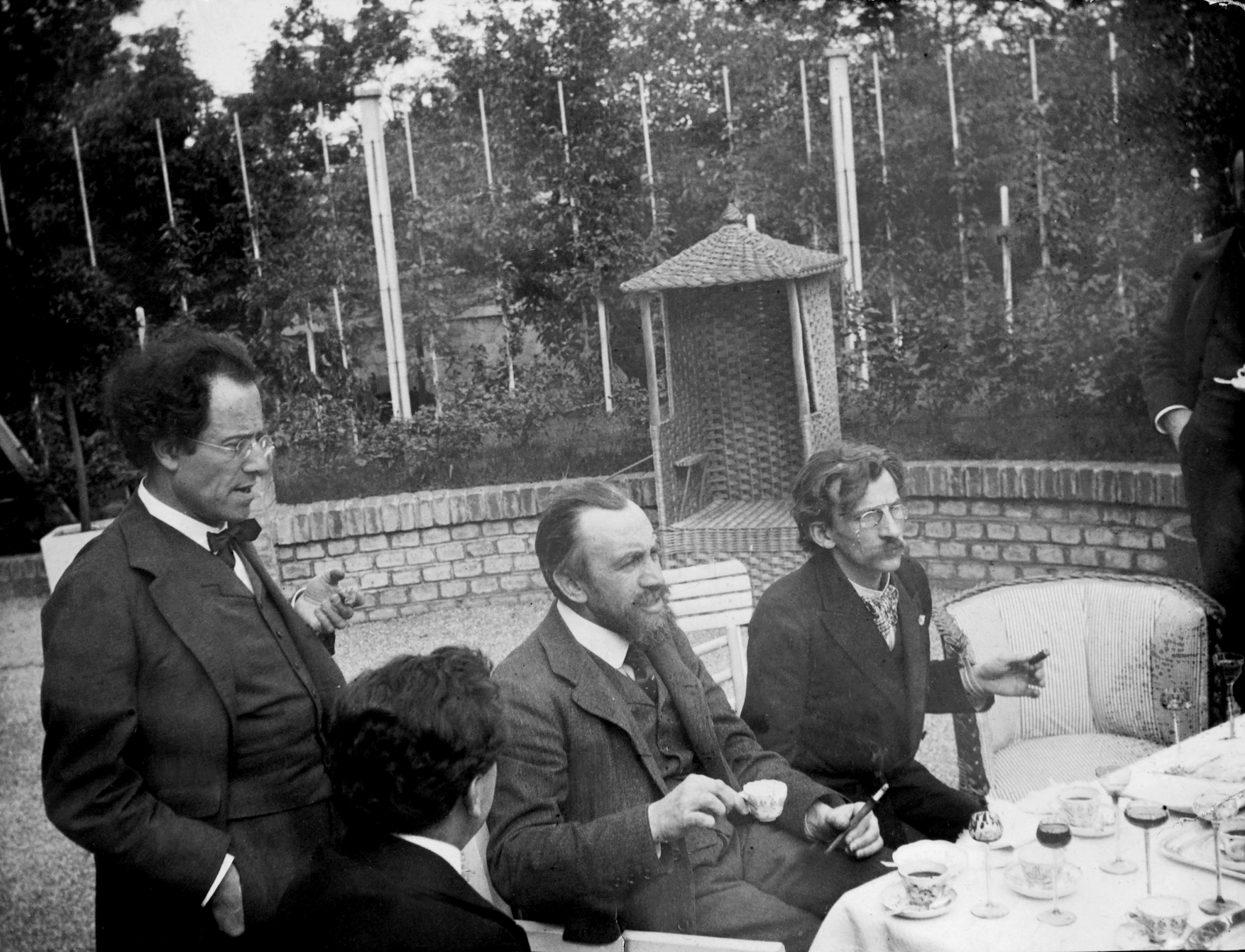
Max Reinhardt, Gustav Mahler, Carl Moll a Hans Pfitzner v zahradě Villy Moll, 1905
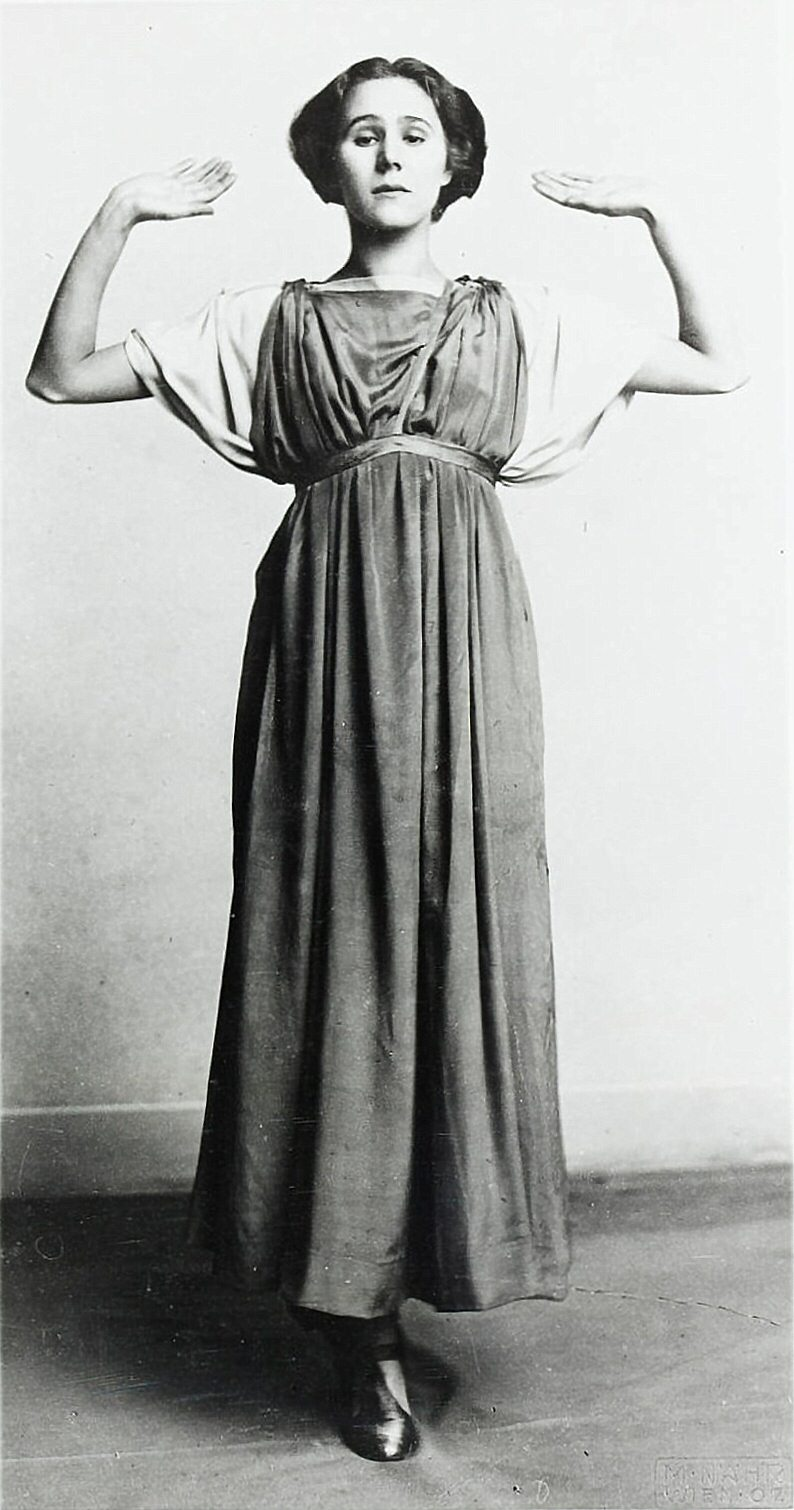
Grete Wiesenthal, 1906–1908
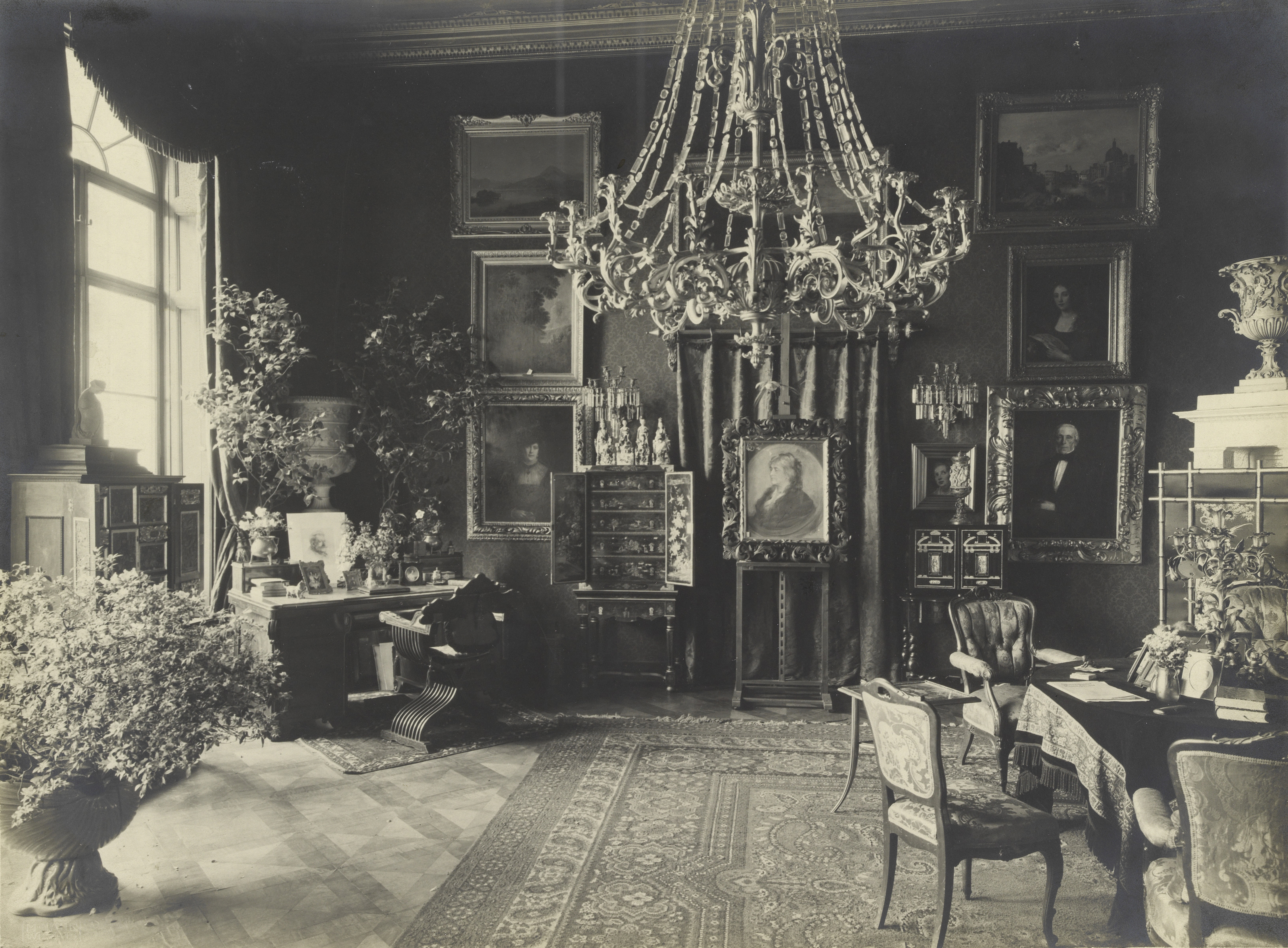
Villa Wertheimstein, interiér, 1912